# Chlerogas hirsutipennis
Chlerogas hirsutipennis är en biart som beskrevs av Cockerell 1919. Chlerogas hirsutipennis ingår i släktet Chlerogas och familjen vägbin. Inga underarter finns listade i Catalogue of Life.